# The Eminem Show
The Eminem Show (englisch für „Die Eminem-Show“) ist das vierte Soloalbum des US-amerikanischen Rappers Eminem. Es erschien am 26. Mai 2002 über die Labels Aftermath Entertainment und Interscope Records sowie als erste eigene Veröffentlichung auf Eminems Label Shady Records. Das Album wird neben seinem Vorgänger The Marshall Mathers LP von vielen Kritikern als eines der bisher besten Rap-Alben angesehen. Für mehr als zwölf Millionen verkaufte Exemplare wurde es im Jahr 2022 in den Vereinigten Staaten mit einer Diamantenen Schallplatte sowie Doppel-Platin ausgezeichnet und zählt somit auch zu den kommerziell erfolgreichsten Rap-Alben. Mit über 36 Millionen Verkäufen gehört The Eminem Show zu den weltweit meistverkauften Musikalben und ist das kommerziell erfolgreichste Album des Hip-Hop-Genres.

## Inhalt
Das Album unterscheidet sich von seinen Vorgängern vor allem dadurch, dass die Texte nicht mehr so aggressiv sind. Obwohl weiterhin kontroverse Themen wie die Rassen im Hip-Hop (White America), Kritik an der US-Regierung und Terrorismus (Square Dance) sowie Frauenverachtung (Drips, Superman) behandelt werden, bekommt das Album durch die Abkehr vom Horrorcore-Rap und Eminems ernste und persönliche Vortragsweise (das Lied Hailie’s Song widmet sich beispielsweise der Liebe zu seiner Tochter) einen etwas sanfteren Ton. Es sind ebenfalls Songs über Eminems Kindheit und die schlechte Beziehung zu seiner Mutter (Cleanin’ Out My Closet), seinen Status als Rap-Superstar (Sing for the Moment, ’Till I Collapse) und darüber, wie er für Geld und Ruhm seine Seele verkaufen musste (Say Goodbye Hollywood), enthalten. Der Track Soldier verarbeitet Eminems Angriff auf einen Türsteher im Jahr 2000 und seine anschließende Verurteilung. Without Me ist ein typischer Rundumschlag gegen andere Prominente (z. B. Moby, Elvis Presley, Limp Bizkit), wogegen Say What You Say sich auf Jermaine Dupri spezialisiert. Der Titel Business beschreibt die Zusammenarbeit zwischen Eminem und Dr. Dre und in When the Music Stops wird kritisiert, dass viele Fans nicht den Unterschied zwischen der Musik und dem realen Leben begreifen in Bezug auf die Vorbildfunktion der Rapper. Der letzte Song My Dad’s Gone Crazy ist voller Ironie und Übertreibungen.

## Produktion und Samples
Das Album ist das erste, das größtenteils von Eminem selbst produziert wurde. So stammen die Beats zu Square Dance, Soldier, Say Goodbye Hollywood, Drips, Superman, Hailie’s Song und ’Till I Collapse von ihm allein. Dr. Dre zeigte sich lediglich für die Produktionen zu den Liedern Business, Say What You Say und My Dad’s Gone Crazy verantwortlich, obwohl er als ausführender Produzent fungierte. Jeff Bass produzierte mit Eminem zusammen den Beat zu Cleanin’ Out My Closet, bei den Songs White America, Without Me und Sing for the Moment fungierte er als Co-Produzent von Eminem. Das D12-Mitglied Denaun Porter assistierte Eminem beim Beat zu When the Music Stops.
Vier Lieder enthalten Elemente von Stücken anderer Künstler. Der Song Without Me enthält Samples von Buffalo Gales von Malcolm McLaren, Its Gonna Be Such A Beautiful Day von The Moments und Rap Name von Obie Trice. In Sing for the Moment wird der Song Dream On von Aerosmith gesampelt. Hailie’s Song enthält Elemente von While My Guitar Gently Weeps von den Beatles und ’Till I Collapse sampelt We Will Rock You von Queen.

## Covergestaltung
Das Albumcover zeigt Eminem auf der Bühne hinter einem halbgeöffneten roten Vorhang sitzend. Vor ihm steht ein Mikrofon, das beleuchtet wird. Die weißen Schriftzüge Eminem und The Eminem Show befinden sich im oberen Teil des Bildes.

## Gastbeiträge
Sechs Lieder des Albums enthalten einen Gastbeitrag. Der Rapper Obie Trice, welcher zwei Jahre zuvor bei Eminems Label Shady Records unter Vertrag genommen wurde, tritt in Drips als Feature auf. Die R&B-Sängerin Dina Rae, die schon auf den ersten beiden Soloalben des Rappers auf Titel 13 vertreten war, hat hier erneut an gleicher Position (Superman) einen Gastbeitrag. An When the Music Stops ist Eminems Rapcrew D12 beteiligt. Außerdem ist Eminems Mentor Dr. Dre auf dem Disstrack Say What You Say vertreten und der Rapper Nate Dogg steuert den Refrain zu ’Till I Collapse bei. Die Stimme von Eminems Tochter Hailie Jade ist auf dem Song My Dad’s Gone Crazy zu hören. Des Weiteren spielen in verschiedenen Skits Eminems Freund Gary Kozlowski, sein Manager Paul Rosenberg und Steve Berman mit.

## Titelliste
| #  | Titel                  | Gastbeiträge   | Produzent                     | Länge |
| -- | ---------------------- | -------------- | ----------------------------- | ----- |
| 1  | Curtains Up (Intro)    |                | Eminem                        | 0:30  |
| 2  | White America          |                | Eminem und Jeff Bass (Co)     | 5:25  |
| 3  | Business               |                | Dr. Dre                       | 4:12  |
| 4  | Cleanin’ Out My Closet |                | Eminem und Jeff Bass          | 4:58  |
| 5  | Square Dance           |                | Eminem                        | 5:24  |
| 6  | The Kiss (Skit)        | Gary Kozlowski | Eminem                        | 1:16  |
| 7  | Soldier                |                | Eminem                        | 3:46  |
| 8  | Say Goodbye Hollywood  |                | Eminem                        | 4:33  |
| 9  | Drips                  | Obie Trice     | Eminem                        | 4:46  |
| 10 | Without Me             |                | Eminem und Jeff Bass (Co)     | 4:50  |
| 11 | Paul Rosenberg (Skit)  | Paul Rosenberg |                               | 0:23  |
| 12 | Sing for the Moment    |                | Eminem und Jeff Bass (Co)     | 5:40  |
| 13 | Superman               | Dina Rae       | Eminem                        | 5:50  |
| 14 | Hailie’s Song          |                | Eminem                        | 5:21  |
| 15 | Steve Berman (Skit)    | Steve Berman   |                               | 0:33  |
| 16 | When the Music Stops   | D12            | Eminem und Denaun Porter (Co) | 4:29  |
| 17 | Say What You Say       | Dr. Dre        | Dr. Dre                       | 5:10  |
| 18 | ’Till I Collapse       | Nate Dogg      | Eminem                        | 4:58  |
| 19 | My Dad’s Gone Crazy    | Hailie Jade    | Dr. Dre                       | 4:27  |
| 20 | Curtains Close (Outro) |                |                               | 1:02  |

Bonussongs der Expanded Edition zum 20-jährigen Jubiläum:
| #  | Titel                                                            | Gastbeiträge                       | Produzent                     | Länge |
| -- | ---------------------------------------------------------------- | ---------------------------------- | ----------------------------- | ----- |
| 1  | Stimulate                                                        |                                    | Eminem                        | 5:04  |
| 2  | The Conspiracy Freestyle                                         |                                    | Eminem und DJ Green Lantern   | 2:51  |
| 3  | Bump Heads                                                       | Tony Yayo, 50 Cent und Lloyd Banks | Eminem und DJ Green Lantern   | 4:41  |
| 4  | Jimmy, Brian and Mike                                            |                                    | Dr. Dre und Mike Elizondo     | 3:22  |
| 5  | Freestyle #1 (Live from Tramps, New York / 1999)                 |                                    |                               | 1:18  |
| 6  | Brain Damage (Live from Tramps, New York / 1999)                 |                                    | Bass Brothers und Eminem (Co) | 1:25  |
| 7  | Freestyle #2 (Live from Tramps, New York / 1999)                 |                                    |                               | 0:53  |
| 8  | Just Don’t Give a Fuck (Live from Tramps, New York / 1999)       |                                    | Bass Brothers und Eminem (Co) | 3:16  |
| 9  | The Way I Am (Live from Fuji Rock Festival, Japan / 2001)        | Proof                              | Eminem                        | 3:43  |
| 10 | The Real Slim Shady (Live from Fuji Rock Festival, Japan / 2001) | Proof                              | Dr. Dre und Mel-Man           | 4:45  |
| 11 | Business (Instrumental)                                          |                                    | Dr. Dre                       | 4:12  |
| 12 | Cleanin’ Out My Closet (Instrumental)                            |                                    | Eminem und Jeff Bass          | 5:42  |
| 13 | Square Dance (Instrumental)                                      |                                    | Eminem                        | 6:18  |
| 14 | Without Me (Instrumental)                                        |                                    | Eminem und Jeff Bass (Co)     | 4:48  |
| 15 | Sing for the Moment (Instrumental)                               |                                    | Eminem und Jeff Bass (Co)     | 6:24  |
| 16 | Superman (Instrumental)                                          |                                    | Eminem                        | 7:02  |
| 17 | Say What You Say (Instrumental)                                  |                                    | Dr. Dre                       | 5:06  |
| 18 | ’Till I Collapse (Instrumental)                                  |                                    | Eminem                        | 5:45  |

## Einzelne Lieder
White America
Der Track ist sehr politisch und sozialkritisch. Eminem rappt über seinen Einfluss auf die Jugend der Vereinigten Staaten und kritisiert Politiker, die gegen seine Musik vorgehen wollen.
Business
Das Stück thematisiert die Zusammenarbeit zwischen Eminem und seinem Mentor sowie häufigem Produzenten Dr. Dre.
Cleanin’ Out My Closet
Das Lied handelt von Eminems harter Kindheit, insbesondere vom schlechten Verhältnis zu seiner Mutter.
Without Me
Der Song ist eine – für Eminem typische – erste Single, auf der er viele seiner Kritiker verspottet und diverse Prominente auf ironische Weise bloßstellt.
Sing for the Moment
Bei diesem Titel geht es unter anderem um Eminems Status als Star und die Kontroversen, die seine Musik auslöst.
Superman
In diesem Track schimpft Eminem über Frauen, die nur an seinem Geld interessiert sind und bezeichnet sie als Schlampen.
’Till I Collapse
Das Lied handelt von Eminems Status als Rapsuperstar und seinem Ansporn, immer weiterzumachen und seinen Weg, trotz aller Kritiker, zu gehen.

## Rezeption

### Kritiken
Das Album erhielt überwiegend positive Kritiken. Die Seite Metacritic errechnete aus 20 Kritiken englischsprachiger Medien einen Schnitt von 75 %.
- laut.de gab The Eminem Show vier von möglichen fünf Punkten. Die Platte wird als rundum gelungen mit nur einzelnen schwächeren Stücken beschrieben:

„Eine Aufführung, die viel zu bieten hat. Vollgeladen mit zwanzigmal Eminem in allen Facetten: ironisch, humorvoll, sarkastisch, rundum dissend, fluchend, abrechnend mit der Politik und der eigenen familiären Vergangenheit. Die Art und Weise ist so, wie man es von dem Bad-Boy erwartet: vorlaut, dreist, beleidigend, offensiv und direkt, Eminem in Reinkultur. […] Das Album hat in Sachen Produktion und Vielseitigkeit sehr großes Format. Insgesamt sind die Tracks langsam, mit tiefen, dröhnenden, teils schleppenden, hart schlagenden, fast bedrohlichen Beats behaftet, welche stellenweise hypnotisch sind und für einen gewissen Kopfnicker-Automatismus sorgen.“

- Die Zeit (Ausgabe 24/2002) stellt das Album als sehr provokant dar und bezeichnet Eminem als verbalen Amokläufer:

„Gut gemacht sind sie zweifellos, diese Gänge an die Schmerzgrenze. Das Böse kommt nicht so eindimensional dahergesplattert wie bei der neuerdings oft und gern zitierten Heavy-Metal-Band Slipknot, es kennt außer Baseballschlägern und Horrormasken Suspense, Raffinement, Knowhow. Wenn der Vorhang zur Eminem Show sich öffnet, Kinderlachen erklingt wie aus den Häusern einer gepflegten Vorstadt, weiß man mit der Angstlust eines Kinozuschauers, dass das Idyll gleich empfindlich gestört werden wird. Und wenn das Stakkato der Stimmen dann einsetzt, hat es außer Flow auch Stil. Neben den schwarzen Traditionen des Rap lassen sich sämtliche Verfahren avancierter Textproduktion nachweisen, vom multiperspektivischen Erzählen bis hin zum Bewusstseinsstrom.“

### Preise
Bei den Grammy Awards 2003 gewann The Eminem Show den Preis für das Rap-Album des Jahres und war in der Hauptkategorie Album des Jahres nominiert. Außerdem erhielt das Musikvideo zur Single Without Me den Grammy als bestes Musik-Kurzvideo. Das Musikmagazin Rolling Stone wählte The Eminem Show 2003 auf Platz 317 seiner Liste der „500 besten Alben aller Zeiten“ und Ende 2009 auf Platz 84 der „besten Alben des 21. Jahrhunderts“.

## Kommerzieller Erfolg

### Chartplatzierungen und Singles
In die deutschen Charts stieg das Album in der 24. Kalenderwoche des Jahres 2002 auf Anhieb auf Platz eins ein und hielt sich dort zwei Wochen, bevor es auf Rang zwei fiel. Anschließend kehrte The Eminem Show noch einmal für eine Woche an die Spitzenposition zurück und belegte dann Platz zwei und drei. Insgesamt platzierte sich das Album über 216 Wochen in den Top 100, davon 25 Wochen in den Top 10, womit es zu den am längsten in den deutschen Charts platzierten Alben zählt. Unter weiteren Ländern, in denen The Eminem Show die Spitzenposition der Charts belegte, befinden sich neben den Vereinigten Staaten, Österreich, der Schweiz und dem Vereinigten Königreich auch Kanada, die Niederlande, Schweden, Finnland, Norwegen, Italien, Irland, Australien und Neuseeland. In Frankreich und Dänemark erreichte das Album Platz zwei. Am längsten hielt sich das Album mit 443 Wochen in den US-Charts, die allerdings 200 Plätze umfassen. In den Charts des Jahrzehnts (2000–2009) belegte The Eminem Show in Deutschland Platz 31 und in den Vereinigten Staaten Rang 3.
| ChartsChartplatzierungen       | Höchstplatzierung | Wochen |
| ------------------------------ | ----------------- | ------ |
| Deutschland (GfK)              | 1 (… Wo.)         | …      |
| Österreich (Ö3)                | 1 (166 Wo.)       | 166    |
| Schweiz (IFPI)                 | 1 (196 Wo.)       | 196    |
| Vereinigte Staaten (Billboard) | 1 (443 Wo.)       | 443    |
| Vereinigtes Königreich (OCC)   | 1 (158 Wo.)       | 158    |

| ChartsJahrescharts (2002)      | Platzierung |
| ------------------------------ | ----------- |
| Deutschland (GfK)              | 6           |
| Österreich (Ö3)                | 5           |
| Schweiz (IFPI)                 | 5           |
| Vereinigte Staaten (Billboard) | 1           |
| Vereinigtes Königreich (OCC)   | 7           |

| ChartsJahrescharts (2003)      | Platzierung |
| ------------------------------ | ----------- |
| Deutschland (GfK)              | 15          |
| Österreich (Ö3)                | 21          |
| Schweiz (IFPI)                 | 34          |
| Vereinigte Staaten (Billboard) | 14          |
| Vereinigtes Königreich (OCC)   | 39          |

| ChartsJahrescharts (2022)      | Platzierung |
| ------------------------------ | ----------- |
| Vereinigte Staaten (Billboard) | 166         |

| ChartsJahrescharts (2023)    | Platzierung |
| ---------------------------- | ----------- |
| Deutschland (GfK)            | 52          |
| Österreich (Ö3)              | 31          |
| Schweiz (IFPI)               | 57          |
| Vereinigtes Königreich (OCC) | 76          |

| ChartsJahrescharts (2024)    | Platzierung |
| ---------------------------- | ----------- |
| Deutschland (GfK)            | 30          |
| Schweiz (IFPI)               | 64          |
| Vereinigtes Königreich (OCC) | 92          |

Die fünf ausgekoppelten Singles waren kaum weniger erfolgreich als das Album selbst. Als erste Single wurde Without Me eine Woche vor Erscheinen von The Eminem Show veröffentlicht. Der Song stieg in Deutschland auf Platz 3 ein und erreichte, nachdem er in der folgenden Woche selbigen belegte, für neun Wochen die Spitzenposition der Charts. Insgesamt hielt sich das Lied 44 Wochen in den Top 100, davon 17 Wochen in den Top 10. Für über 500.000 verkaufte Einheiten erhielt Without Me in Deutschland eine Platin-Schallplatte und gehört damit zu den kommerziell erfolgreichsten Singles des Rappers. Auch die beiden folgenden Singles Cleanin’ Out My Closet (DE #4, 16 Wo.) und Sing for the Moment (DE #5, 14 Wo.) erreichten die Top 10 der deutschen Charts. Die letzte Single Business, die mehr als ein Jahr nach dem Album veröffentlicht wurde, erreichte immerhin noch Platz 15 und hielt sich elf Wochen in den deutschen Top 100. Der Track Superman wurde lediglich in den USA als Single ausgekoppelt und konnte dort Rang 15 erreichen sowie sich 16 Wochen in den Top 100 halten. Außerdem erschien ein animiertes Musikvideo zum Song White America.

### Auszeichnungen für Musikverkäufe
Das Album verkaufte sich in den ersten neun Tagen über 1,6 Millionen Mal in den Vereinigten Staaten. The Eminem Show ist mit etwa 36 Millionen verkauften Einheiten weltweit das erfolgreichste Album des Künstlers und gehört generell zu den weltweit meistverkauften Musikalben. Das Album erhielt in Deutschland für mehr als 900.000 Verkäufe eine dreifache Platin-Schallplatte. In den USA wurde The Eminem Show im Jahr 2011 als erstes Album des Rappers für über zehn Millionen verkaufte Exemplare mit einer Diamantenen Schallplatte ausgezeichnet. 2022 erhielt es dort zwölffach Platin für mehr als zwölf Millionen Verkäufe.
| Land/Region                  | Auszeichnungen für Musikverkäufe (Land/Region, Auszeichnung, Verkäufe) | Verkäufe    |
| ---------------------------- | ---------------------------------------------------------------------- | ----------- |
| Argentinien (CAPIF)          | Platin                                                                 | 40.000      |
| Australien (ARIA)            | 19× Platin                                                             | 1.330.000   |
| Belgien (BRMA)               | Platin                                                                 | (50.000)    |
| Brasilien (PMB)              | Gold                                                                   | 50.000      |
| Dänemark (IFPI)              | 9× Platin                                                              | (180.000)   |
| Deutschland (BVMI)           | 3× Platin                                                              | (900.000)   |
| Europa (IFPI)                | 5× Platin                                                              | 5.000.000   |
| Finnland (IFPI)              | 2× Platin                                                              | (62.212)    |
| Frankreich (SNEP)            | 2× Platin                                                              | (600.000)   |
| Griechenland (IFPI)          | Platin                                                                 | (20.000)    |
| Italien (FIMI)               | 2× Platin                                                              | (100.000)   |
| Japan (RIAJ)                 | 3× Platin                                                              | 600.000     |
| Kanada (MC)                  | Diamant                                                                | 1.000.000   |
| Kroatien (HDU)               | Gold                                                                   | (7.500)     |
| Mexiko (AMPROFON)            | Gold                                                                   | 75.000      |
| Neuseeland (RMNZ)            | 9× Platin                                                              | 135.000     |
| Niederlande (NVPI)           | Platin                                                                 | (80.000)    |
| Norwegen (IFPI)              | Platin                                                                 | (112.000)   |
| Österreich (IFPI)            | 2× Platin                                                              | (80.000)    |
| Polen (ZPAV)                 | Gold                                                                   | (35.000)    |
| Portugal (AFP)               | Platin                                                                 | (20.000)    |
| Schweden (IFPI)              | 2× Platin                                                              | (120.000)   |
| Schweiz (IFPI)               | 3× Platin                                                              | (120.000)   |
| Singapur (RIAS)              | Gold                                                                   | 5.000       |
| Spanien (Promusicae)         | 2× Platin                                                              | (200.000)   |
| Ungarn (MAHASZ)              | 2× Platin                                                              | (60.000)    |
| Vereinigte Staaten (RIAA)    | 12× Platin                                                             | 12.000.000  |
| Vereinigtes Königreich (BPI) | 7× Platin                                                              | (2.100.000) |
| Insgesamt                    | 5× Gold · 80× Platin · 2× Diamant ·                                    | 20.235.000  |

Hauptartikel: Eminem/Auszeichnungen für Musikverkäufe